# Stichting Auschwitz
Stichting Auschwitz (Frans: Fondation Auschwitz) is een vzw gevestigd in Brussel, sinds 2013 voorgezeten door Henri Goldberg. Sinds 2004 beschikt het over een studie- en onderzoekscentrum, Auschwitz in Gedachtenis, geleid door de Belgische historicus Frédéric Crahay.

## Geschiedenis
Stichting Auschwitz werd opgericht in 1980 door Paul Halter, Maurice Goldstein (1922-1996), René Raindorf (1918-1998), drie overlevenden van Auschwitz-Birkenau, en Henri Goldberg (1935-), een ‘ondergedoken kind’. De organisatie is de opvolger van de Belgische Vriendenkring van voormalige politieke gevangenen uit Auschwitz-Birkenau, kampen en gevangenissen in Silezië. Het werd oorspronkelijk voorgezeten door Paul Halter, tot aan zijn dood in 2013, opgevolgd door Henri Goldberg.
In 2004 heeft het een studie- en onderzoekscentrum opgericht, Auschwitz in Gedachtenis, geleid door Frédéric Crahay en bemand met een tiental specialisten, dat de bevordering van wetenschappelijk onderzoek en multidisciplinaire publicaties mogelijk maakt.

## Missie
De vereniging streeft ernaar de herinnering aan de misdaden van de nazi's in het hedendaagse historische bewustzijn te integreren en zo te voorkomen dat ideologieën of regimes die de menselijke waardigheid en vrijheden met voeten treden, opnieuw de kop opsteken. De werkzaamheden en projecten die het verricht, passen in een resoluut multidisciplinair perspectief en strekken zich uit tot alle massamisdrijven en misdrijven die op lange termijn of in de hedendaagse geschiedenis zijn gepleegd. Zoals de directeur van Auschwitz in Gedachtenis Frédéric Crahay in 2016 in een interview met Brussels Information Press verklaarde, zijn de activiteiten van de vereniging sinds haar oprichting sterk geëvolueerd.
Voor La Libre Belgique "is de historische realiteit van de Holocaust nog lang niet erkend: het historische werk moet worden voortgezet. Dit is de bestaansreden van Stichting Auschwitz sinds 1980 [...] De stichting heeft besloten haar onderzoeksdomeinen open te stellen voor alle fenomenen die verband houden met oorlogsmisdaden en staatsmisdaden [...] en wil voortaan een plaats zijn waar de verschillende menswetenschappen - geschiedenis, politiek, sociologie, psychologie, psychoanalyse, literatuur, pedagogie, enz. - op één plaats kunnen samengebracht worden. - communiceren en dialogeren om de mechanismen van deze gebeurtenissen beter te vatten". Volgens Le Soir "speelt Stichting Auschwitz een belangrijke educatieve en herdenkingsrol in België en gaat haar actie verder dan de Joodse genocide alleen"
Deze verruiming van perspectief heeft Stichting Auschwitz aangezet tot het toetreden bij het Bijzonder Comité voor Herinneringseducatie in 2008, waarvan zij stichtend lid is.
In het kader van haar plicht tot herdenking heeft Stichting Auschwitz zich aanvankelijk geconcentreerd op dit concentratiekamp en op de geschiedenis van het nazisme en de Holocaust; in de loop der jaren heeft zij haar interesses en onderzoek verruimd tot de genocide op de Roma en Sinti, maar ook tot alle massamisdaden die door autoritaire regimes worden begaan.Talrijke nummers van het wetenschappelijk tijdschrift Getuigen tonen deze verruiming aan van het studiegebied van de vereniging, bijvoorbeeld de artikelen gewijd aan de Rwandese genocide, de Armeense Genocide en dictaturen in Argentinië, Chili en Uruguay. In het kader van deze opening was de stichting in 2009 medeorganisator van een studiedag over het thema migratie in België en in 2015 van een symposium met als titel 'Welke herinnering(en)voor de Armeense genocide?'.
De organisatie ondersteunt de bevordering van publicaties van analyses en wetenschappelijk onderzoek over genocidale processen en hun context, met name door de toekenning van twee jaarlijkse prijzen en een studiebeurs. In 2019 werden de prijzen van Stichting Auschwitz uitgereikt aan Chiara Becatini voor haar doctoraalscriptie over de geschiedenis van vier doorgangs- en concentratiekampen in Italië en Frankrijk, en aan Baptiste Cogitore voor zijn documentairefilm The Ghost of Theresienstadt; zij werden uitgereikt door de voorzitter van de Stichting Henri Goldberg op het stadhuis van Brussel in aanwezigheid van burgemeester Philippe Close en minister Sophie Wilmès. Stichting Auschwitz heeft ook een wedstrijd uitgeschreven voor secundaire scholen.
Auschwitz in Gedachtenis organiseert ook schoolactiviteiten, reizende tentoonstellingen en studie- en sensibiliseringsreizen naar Auschwitz en de plaatsen van de nazimoordcentra. Zij heeft ook samengewerkt met de Vereniging ter nagedachtenis aan de Shoah bij het leggen van gedenkstenen, met name in Vorst in 2019. In 2012 en 2015 organiseerde zij ook mee de Trein der 1000, een project dat Europese jongeren in Auschwitz op 8 mei samen bracht.
In 2018 organiseerde zij een internationaal symposium over de 75ste verjaardag van de Aktion Reinhardt en het Aktion Erntefest.

## Bibliotheek en archief
De bibliotheek, die voor het publiek toegankelijk is, telt meer dan 12.000 boeken
, en ook 1.300 drukwerken en honderden tijdschriften. Sinds 1992 fungeert Stichting Auschwitz als de Belgische antenne van het verzamelproject voor interviews van het Fortunoff Video Archive for Holocaust Testimonies van de Yale-universiteit in de Verenigde Staten. Sindsdien werden 235 getuigenissen van overlevenden verzameld en bewaard.

## Publicaties
Stichting Auschwitz en Auschwitz in Gedachtenis geven twee keer per jaar een wetenschappelijk, internationaal en multidisciplinair tijdschrift uit, Getuigen. Tussen geschiedenis en herinnering. Auschwitz in Gedachtenis publiceert ook een gratis driemaandelijks pedagogisch tijdschrift, Sporen van herinnering, met een reeks educatieve en pedagogische thema's.